# Ministério da Coordenação Económica e do Plano
O Ministério da Coordenação Económica e do Plano foi um departamento do V Governo Constitucional de Portugal, entre 1 de agosto de 1979 e 3 de janeiro de 1980. O único titular do ministério foi Carlos Corrêa Gago.
Outros ministérios com denominações semelhantes foram o Ministério do Planeamento e Coordenação Económica, em 1975, e o Ministério do Plano e Coordenação Económica, entre 1976 e 1978.